# Phylloxeroidea
Phylloxeroidea är en överfamilj av insekter. Phylloxeroidea ingår i ordningen halvvingar, klassen egentliga insekter, fylumet leddjur och riket djur. Enligt Catalogue of Life omfattar överfamiljen Phylloxeroidea 160 arter. 
Kladogram enligt Catalogue of Life:
| Phylloxeroidea | \| \| barrlöss \| \| \| \| \| \| dvärgbladlöss \| \| \| \| |
|                | \| \| barrlöss \| \| \| \| \| \| dvärgbladlöss \| \| \| \| |
|                | barrlöss                                                   |
|                |                                                            |
|                | dvärgbladlöss                                              |
|                |                                                            |